# Миодраг Чеперковић
Миодраг Чеперковић (Руђинци, 23. новембар 1927 — Београд, 6. децембар 2006) био је рударски инжењер, један од оснивача и професор на Факултету организационих наука, од 1982. члан Њујоршке академије наука. Сматра се заслужним за грађење металске индустрије Србије.

## Биографија
Рођен је 23. новембра 1927. године у Руђинцима, код Врњачке Бање. Гимназију је завршио у Краљеву, Врњачкој Бањи и Крушевцу, од оца Миливоја.
У Други светски рат је отишао са непуних 17 година. Учесник је НОБ-а. Године 1944. био је водни делегат 1. чете 4. батаљона у Другој личкој пролетерској бригади. Ослобођење је дочекао рањен, у Шестој пролетерској бригади.
Након што је гимназију завршио у Крушевцу, уписао се на Рударско-геолошки факултет у Београду, где је дипломирао 1950. године. Докторирао је на истом факултету на теми из области заштите на раду у рударству и металургији „Допринос борби против прашине у рударству и металургији” 1965. године.
Једанаест година је радио на Косову и Метохији. Почео је као погонски инжењер у РМК Трепча, у руднику „Стари Трг”. Након тога је обављао функцију директора рудника олова и цинка „Ајвалија” и „Кишница”, код Грачанице.
У оквиру рада у рударству, имао је велики успех у експлоатацији оловно-цинкане руде и реконструкцији неколико више старих рудника. У области металургије, на Косову и Метохији се истакао бројним пројектима. Изградио је Фабрику шавних цеви у Урошевцу, „Поцинковаоницу” у Вучитрну, Фабрику акумулатора и сумпорне киселине у Косовској Митровици.
Са Косова и Метохије је отишао у Београд, с намером да се запосли Рударско-геолошком институту у Земуну и да се бави проучавањем узрочника силикозе. Упоредо је као већ афирмисан стручњак истраживао рудна богатства, руда гвожђа, никла и кобалта на подручју Србије, као и на пројектовању и изградњи рудника гвожђа „Рудиште” и „Сува Руда”. Постављен је за првог директора новоформираног предузећа за истраживање руда гвожђа у Србији „Мокра Гора”.
Био је генерални директор нове Железаре у Смедереву, у периоду од 1960. до 1974. Прво је реконструисао погоне Старе железаре, а затим је радио на пројектовању, руковођењу комплетном изградњом и пустио је у рад већину основних производних погона интегралног металуршког циклуса за производњу гвожђа и челика: висока пећ (1971), конверторска челичана (1974), ваљаоница хладних лимова (1974). За ваљаоницу топлих лимова је потписао уговор о купопродаји опреме марке Тисен. Железара је изграђена захваљујући његовом залагању, и поред противљења бројних политичких кругова.
Током изградње железаре, настале су и Фабрика за производњу белог лима у Шапцу и Фабрику за производњу профила и профилисаних цеви у Алексинцу (почела са радом 1976), чији производни програм представља даљу прераду производне траке у Смедереву, с обзиром да је топла ваљаоница у Смедереву још увек била у изградњи.
Формирао је и руководио здруженим предузећем „Југометалкомбинат” у Београду, који је укључивао Железару Смедерево“, „Југометал – обојену металургију“ (основан 8. октобра 1946) и који се искључиво извозом и увозом метала, руда, кокса, али и процесне опреме за велики број предузећа у тадашњој Југославији и „Металсервис“, за унутрашњу трговину.
Добитник је Ордена заслуга за народ са златном звездом (1975) за посебне заслуге и постигнуте успехе у пословима од значаја за напредак земље.
Иако није имао времена да се бави политиком, године 1974. (или 1976) је смењен са свих функција, под оптужбом да је „техноменаџер”.
Након тога је радио као представник Привредне коморе Југославије у Каиру. Пошто је без нарочитог објашњења одатле отпуштен, радио је као директор представништва „Прогреса” у Њујорку, као представник „Металсервиса”, затим као представник „Београдске банке” у Њујорку, где је до 1983. радио на пословима стратешког развоја електропривреде и сировинске базе у Србији на пројекту у Аврамовићевом тиму. Такође је у банци „Мери Линч” из Њујорка био саветник за инвестирање у Србију и Црну Гору. Био је саветник за питања рударства и металургије у „Гоши” и председник Научног већа Института „Кирило Савић” у Београду.
Један је од оснивача, а радио је као ванредни професор, организовао и одржавао наставу на Факултету организационих наука у Београду.
Говорио је енглески, руски, немачки, а служио се италијанским и арапским језиком.
Аутор је пет књига и више од 40 научних и стручних радова, посвећених рудницима и рударима. Био је члан одбора за угаљ и челик ОУН-а и члан Академије наука у Њујорку (САД).
Преминуо је 6. децембра 2006. године у Београду, а сахрањен је три дана касније на Новом гробљу у Београду.

## Објављени радови
- „Приручник о заштити при подземном рударењу”, збирка прописа о радним односима (1968)
- „Црна металургија”, са Мирославом Стефановићем, поводом 25 година привреде и технике СР Србије (1971)
- „Заштита на раду”, уџбеник за ФОН (1973)
- „Друга личка пролетерска бригада - Сјећања бораца” - одељак У борбама на Сремском фронту и наступање до Загреба - „Од Шида до Чазме” (1988)[7]
- „Несреће у рудницима: главни узроци несрећа у неким рудницима света” (1989)
- „Инфраструктура Србије”, у групи аутора (1995)
- „Сталаг 12 Д” (2003)
- „Металуршки комбинат Смедерево”, зборник прича о изградњи, заједно са Радославом Ранисављевићем

## Видите још
- Влада Вишњић
- Чедомир Јеленић
- Првослав Раковић
- Чистка либерала у Србији